# ریورلند، مینه‌سوتا
ریورلند (به انگلیسی: Riverland) یک منطقهٔ مسکونی در ایالات متحده آمریکا است که در مانومن کانتی واقع شده‌است. ریورلند ۲۷۶ نفر جمعیت دارد و ۳۷۰٫۰۳ متر بالاتر از سطح دریا واقع شده‌است.